# Pseudojanira investigatoris
Pseudojanira investigatoris is een pissebed uit de familie Pseudojaniridae. De wetenschappelijke naam van de soort is voor het eerst geldig gepubliceerd in 1990 door Gary C.B. Poore & Jean Just.